# Xinyu
Xinyi léase: Sin-Yií (en chino: 新余市, pinyin: Xīnyú shì) es una ciudad-prefectura en la provincia de Jiangxi, República Popular China. Limita al norte con Huangshi, al sur con Ji'an,al oeste con Pingxiang y al este con Fuzhou. Su área total es de 3 178 km² y su población de 1,1 millones. 

## Administración
Desde 2020 la ciudad-prefectura de Xinyu está conformada por 2 localidades que se administran en 1 distrito urbano y 1 condado.
- Distrito Yushui (渝水区)
- Condado Fenyi (分宜县)

| Map          | Map | Map | Map | Map | Map |
| ------------ | --- | --- | --- | --- | --- |
| Yushui Fenyi |     |     |     |     |     |

## Toponimia
El nombre de la ciudad se traduce literalmente Nueva Yu, "Yu" es la forma corta de Yushui (渝水) nombre antiguo de un río que baña la zona, afluente del río Gan.
El nombre Yushui significa "las aguas del Yu". Se dice que en la antigüedad, habían personas que vivían a orillas de este río y eran buenas cantando y bailando, de ahí se originó la "danza Bayu" (巴渝舞), una especie de música marcial con armas y escudos en la mano, sin embargo la danza tomó el nombre del río y no el río de la danza.

## Historia
Esta zona ha estado habitada por al menos 5000 años. Xinyu tiene una historia de más de 1700 años. Se convirtió en condado en el año 267 durante el período de los Tres Reinos. En la dinastía Jin, se convirtió en una ciudad importante en el sur de la China, con una población de más de 50 000 habitantes. En la dinastía Tang, era parte de Yuanzhou (hoy Yichun). En el año 742, el nombre de la ciudad Xinyú (新渝) fue confundido con Xinyù (新喻). El gobierno de la República Popular China simplificó el carácter a Yú (余) en 1957.